# Virola
Virola Aubl. è un genere di piante della famiglia Myristicaceae originaria dell'ecozona neotropicale.

## Descrizione
Comprende alberi di medie dimensioni, con foglie lucide, di colore verde scuro, con grappoli di piccoli fiori gialli che emettono un odore pungente.

## Principi attivi
La corteccia di queste piante contiene diversi alcaloidi allucinogeni, in particolare Dimetiltriptamina, 5-MeO-DMT e Bufotenina, tutte triptamine molto simili tra loro; contiene, inoltre, Mao inibitori delle β-Carboline (armina e armalina), i quali evitano la degradazione periferica nello stomaco, propria della Dimetiltriptamina.

## Tassonomia

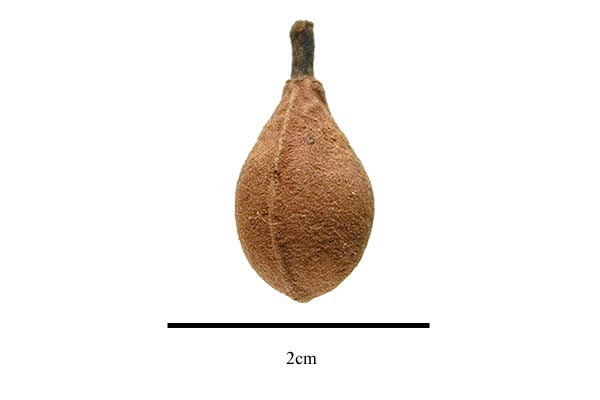
Frutti di Virola elongata

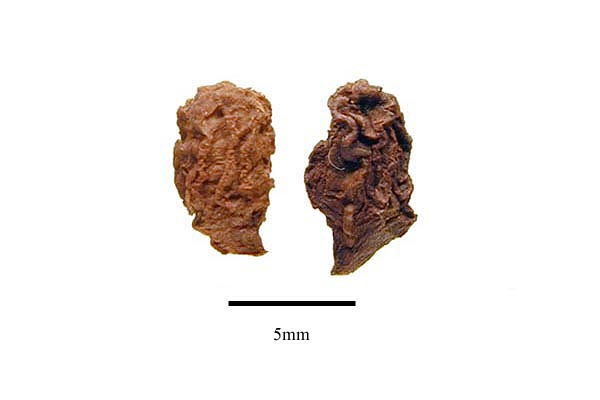
Semi di Virola elongata

Il genere comprende le seguenti specie:
- Virola aequatorialis Muriel & Balslev
- Virola albidiflora Ducke
- Virola allenii D.Santam. & Aguilar
- Virola amistadensis D.Santam.
- Virola bicuhyba (Schott) Warb.
- Virola caducifolia W.A.Rodrigues
- Virola calophylla (Spruce) Warb.
- Virola calophylloidea Markgr.
- Virola carinata (Spruce ex Benth.) Warb.
- Virola chrysocarpa D.Santam. & Aguilar
- Virola coelhoi W.A.Rodrigues
- Virola crebrinervia Ducke
- Virola cuspidata (Benth.) Warb.
- Virola decorticans Ducke
- Virola divergens Ducke
- Virola dixonii Little
- Virola duckei A.C.Sm.
- Virola elongata (Benth.) Warb.
- Virola flexuosa A.C.Sm.
- Virola fosteri D.Santam.
- Virola gardneri (A.DC.) Warb.
- Virola guatemalensis (Hemsl.) Warb.
- Virola guggnheimii W.A.Rodrigues
- Virola koschnyi Warb.
- Virola kwatae Sabatier
- Virola laevigata Standl.
- Virola lieneana Paula & E.P.Heringer
- Virola loretensis A.C.Sm.
- Virola macrocarpa A.C.Sm.
- Virola malmei A.C.Sm.
- Virola marleneae W.A.Rodrigues
- Virola megacarpa A.H.Gentry
- Virola micrantha A.C.Sm.
- Virola minutiflora Ducke
- Virola mollissima (Poepp. ex A.DC.) Warb.
- Virola montana D.Santam.
- Virola multicostata Ducke
- Virola multiflora (Standl.) A.C.Sm.
- Virola multinervia Ducke
- Virola nobilis A.C.Sm.
- Virola obovata Ducke
- Virola officinalis Warb.
- Virola otobifolia D.Santam.
- Virola parvifolia Ducke
- Virola pavonis (A.DC.) A.C.Sm.
- Virola peruviana (A.DC.) Warb.
- Virola polyneura W.A.Rodrigues
- Virola reidii Little
- Virola rugulosa (Spruce) Warb.
- Virola schultesii A.C.Sm.
- Virola sebifera Aubl.
- Virola sessilis (A.DC.) Warb.
- Virola steyermarkii W.A.Rodrigues
- Virola subsessilis (Benth.) Warb.
- Virola surinamensis (Rol. ex Rottb.) Warb.
- Virola theiodora (Spruce ex Benth.) Warb.
- Virola urbaniana Warb.
- Virola venosa (Benth.) Warb.
- Virola weberbaueri Markgr.

## Usi
Alcune tribù del bacino Amazzonico hanno usato la pianta per rituali sciamanici e religiosi: con i semi e la corteccia essiccata si prepara una polvere molto fine, che viene inalata attraverso una lunga canna, una estremità della quale termina nella narice del soggetto che aspira, mentre dall'altra un assistente aiuta l'inalazione soffiandovi dentro.